# Тейбор (Айова)
Тейбор (англ. Tabor) — місто (англ. city) в США, в округах Фремонт і Міллс штату Айова. Населення — 1014 особи (2020).

## Географія
Тейбор розташований за координатами 40°53′42″ пн. ш. 95°40′25″ зх. д. / 40.89500° пн. ш. 95.67361° зх. д. (40.894939, -95.673712).  За даними Бюро перепису населення США в 2010 році місто мало площу 3,34 км², уся площа — суходіл.

## Демографія
Згідно з переписом 2010 року, у місті мешкало 1040 осіб у 418 домогосподарствах у складі 272 родин. Густота населення становила 312 особи/км².  Було 451 помешкання (135/км²).
Расовий склад населення:
| - 98,5 % — білих - 0,7 % — чорних або афроамериканців - 0,3 % — азіатів |

До двох чи більше рас належало 0,5 %. Частка іспаномовних становила 2,0 % від усіх жителів.
За віковим діапазоном населення розподілялося таким чином: 23,2 % — особи молодші 18 років, 54,6 % — особи у віці 18—64 років, 22,2 % — особи у віці 65 років та старші. Медіана віку мешканця становила 44,3 року. На 100 осіб жіночої статі у місті припадало 93,3 чоловіків;  на 100 жінок у віці від 18 років та старших — 85,8 чоловіків також старших 18 років.
Середній дохід на одне домашнє господарство  становив 59 831 долар США (медіана — 57 083), а середній дохід на одну сім'ю — 67 387 доларів (медіана — 64 083). Медіана доходів становила 40 769 доларів для чоловіків та 34 896 доларів для жінок. За межею бідності перебувало 17,9 % осіб, у тому числі 24,5 % дітей у віці до 18 років та 12,0 % осіб у віці 65 років та старших.
Цивільне працевлаштоване населення становило 544 особи. Основні галузі зайнятості: освіта, охорона здоров'я та соціальна допомога — 39,5 %, роздрібна торгівля — 8,6 %, виробництво — 8,3 %.